# 5 Mundos
5 Mundos es un disco en vivo de la banda de metal venezolana Candy 66 lanzado al mercado en 2005.

## Lista de canciones
1. - Su
2. - A+
3. - Fantasma
4. - Niño
5. - Solo
6. - Ceniza
7. - Bandera
8. - Fe
9. - Madre
10. - Mil Palabras
11. - Rata
12. - Negativo (bonus track)